# Bruine Australische springmuis
De bruine Australische springmuis (Notomys cervinus) is een knaagdier uit het geslacht Notomys.

## Kenmerken
De rug is grijsgeel tot bruin, de onderkant wit, met een scherpe scheiding. De staart is van boven roze en van onder wit, met een donkere pluim. Door zijn korte bek, brede hoofd en grote oren ziet het gezicht er wat vreemd uit. De kop-romplengte bedraagt 95 tot 120 mm, de staartlengte 120 tot 160 mm, de achtervoetlengte 32 tot 37 mm, de oorlengte 24 tot 30 mm en het gewicht 30 tot 50 gram. Vrouwtjes hebben 0+2=4 mammae.

## Leefwijze
De soort is 's nachts actief en leeft in kleine holen. Hij eet zaden, groene plantendelen en wat insecten. Het dier heeft geen water nodig. Waarschijnlijk paart hij als de omstandigheden goed zijn.

## Verspreiding
Deze soort komt voor in Australië. Zijn verspreidingsgebied beslaat het gebied rond Eyremeer in het noordoosten van Zuid-Australië, het zuidoosten van het Noordelijk Territorium en het zuidwesten van Queensland. Vroeger was zijn verspreiding in Zuid-Australië groter, bijna tot aan de zuidkust. Zijn habitat bestaat uit gebieden met wat schaarse kruiden en struiken.
Australische springmuis (Notomys alexis) · Bruine Australische springmuis (Notomys cervinus) · Notomys amplus · Notomys aquilo · Notomys fuscus · Langstaartspringmuis (Notomys longicaudatus) · Notomys macrotis · Notomys mitchellii · Notomys mordax